# Associazione Sportiva Reggina 1966-1967
Questa pagina raccoglie i dati riguardanti l'Associazione Sportiva Reggina nella stagione 1966-1967.

## Stagione
La squadra, allenata da Tommaso Maestrelli, ha concluso la sua seconda stagione in Serie B in nona posizione.

## Rosa
| N. |                   | Ruolo | Calciatore        |
| -- | ----------------- | ----- | ----------------- |
| -  | Italia (bandiera) | P     | Piero Persico     |
| -  | Italia (bandiera) | P     | Luigi Ferrari     |
| -  | Italia (bandiera) | D     | Carlo Mupo        |
| -  | Italia (bandiera) | D     | Felice Barbetta   |
| -  | Italia (bandiera) | D     | Galeazzo Bello    |
| -  | Italia (bandiera) | D     | Bernardino Busi   |
| -  | Italia (bandiera) | D     | Giuseppe Tomasini |
| -  | Italia (bandiera) | D     | Achille Baldini   |
| -  | Italia (bandiera) | C     | Italo Alaimo      |
| -  | Italia (bandiera) | C     | Vito Florio       |

| N. |                   | Ruolo | Calciatore         |
| -- | ----------------- | ----- | ------------------ |
| -  | Italia (bandiera) | C     | Pietro Camozzi     |
| -  | Italia (bandiera) | C     | Olmes Neri         |
| -  | Italia (bandiera) | C     | Rosario Sbano      |
| -  | Italia (bandiera) | C     | Fabio Ferrario     |
| -  | Italia (bandiera) | A     | Roberto Rigotto    |
| -  | Italia (bandiera) | A     | Giuseppe Santonico |
| -  | Italia (bandiera) | D     | Gianfranco Clerici |
| -  | Italia (bandiera) | C     | Mimmo Mannino      |
| -  | Italia (bandiera) | C     | Roberto Reboni     |
| -  | Italia (bandiera) | C     | Claudio Cosimi     |

## Risultati

### Campionato

#### Girone di andata
| 11 settembre 1966 1ª giornata | Reggina | 0 – 0 | Potenza |  |

| 18 settembre 2ª giornata | Reggina | 1 – 0 | Novara |  |

| 25 settembre 3ª giornata | Messina | 2 – 0 | Reggina |  |

| 2 ottobre 4ª giornata | Savona | 0 – 0 | Reggina |  |

| 9 ottobre 5ª giornata | Reggina | 1 – 0 | Reggiana |  |

| 16 ottobre 6ª giornata | Reggina | 1 – 0 | Livorno |  |

| 23 ottobre 7ª giornata | Genoa | 1 – 1 | Reggina |  |

| 30 ottobre 8ª giornata | Varese | 2 – 1 | Reggina |  |

| 6 novembre 9ª giornata | Reggina | 0 – 0 | Salernitana |  |

| 13 novembre 10ª giornata | Reggina | 0 – 2 | Palermo |  |

| 20 novembre 11ª giornata | Modena | 0 – 0 | Reggina |  |

| 4 dicembre 12ª giornata | Verona | 2 – 1 | Reggina |  |

| 11 dicembre 13ª giornata | Reggina | 3 – 0 | Padova |  |

| 18 dicembre 14ª giornata | Catanzaro | 1 – 1 | Reggina |  |

| 24 dicembre 15ª giornata | Reggina | 5 – 0 | Arezzo |  |

| 31 dicembre 16ª giornata | Reggina | 1 – 1 | Sampdoria |  |

| 8 gennaio 17ª giornata | Catania | 0 – 0 | Reggina |  |

| 15 gennaio 18ª giornata | Reggina | 2 – 0 | Alessandria |  |

| 22 gennaio 19ª giornata | Pisa | 0 – 0 | Reggina |  |

#### Girone di ritorno
| 5 febbraio 1967 20ª giornata | Potenza | 0 – 0 | Reggina |  |

| 12 febbraio 21ª giornata | Novara | 3 – 2 | Reggina |  |

| 19 febbraio 22ª giornata | Reggina | 2 – 1 | Messina |  |

| 26 febbraio 23ª giornata | Reggina | 2 – 1 | Savona |  |

| 5 marzo 24ª giornata | Reggiana | 1 – 0 | Reggina |  |

| 12 marzo 25ª giornata | Livorno | 2 – 1 | Reggina |  |

| 19 marzo 26ª giornata | Reggina | 0 – 0 | Genoa |  |

| 26 marzo 27ª giornata | Reggina | 1 – 1 | Varese |  |

| 9 aprile 28ª giornata | Salernitana | 1 – 0 | Reggina |  |

| 16 aprile 29ª giornata | Palermo | 0 – 0 | Reggina |  |

| 23 aprile 30ª giornata | Reggina | 1 – 1 | Modena |  |

| 30 aprile 31ª giornata | Reggina | 2 – 0 | Verona |  |

| 7 maggio 32ª giornata | Padova | 6 – 0 | Reggina |  |

| 14 maggio 33ª giornata | Reggina | 1 – 1 | Catanzaro |  |

| 21 maggio 34ª giornata | Arezzo | 1 – 0 | Reggina |  |

| 28 maggio 35ª giornata | Sampdoria | 1 – 0 | Reggina |  |

| 4 giugno 36ª giornata | Reggina | 1 – 0 | Catania |  |

| 11 giugno 37ª giornata | Alessandria | 0 – 2 | Reggina |  |

| 18 giugno 38ª giornata | Reggina | 2 – 2 | Pisa |  |

## Statistiche

### Statistiche di squadra
| Competizione | Punti | In casa | In casa | In casa | In casa | In casa | In casa | In trasferta | In trasferta | In trasferta | In trasferta | In trasferta | In trasferta | Totale | Totale | Totale | Totale | Totale | Totale | DR |
| Competizione | Punti | G       | V       | N       | P       | Gf      | Gs      | G            | V            | N            | P            | Gf           | Gs           | G      | V      | N      | P      | Gf     | Gs     | DR |
| ------------ | ----- | ------- | ------- | ------- | ------- | ------- | ------- | ------------ | ------------ | ------------ | ------------ | ------------ | ------------ | ------ | ------ | ------ | ------ | ------ | ------ | -- |
| Serie B      | 38    | 19      | 10      | 8       | 1       | 26      | 10      | 19           | 1            | 8            | 10           | 9            | 23           | 38     | 11     | 16     | 11     | 35     | 33     | +2 |
| Coppa Italia |       | 1       | 0       | 0       | 1       | 0       | 1       | -            | -            | -            | -            | -            | -            | 1      | 0      | 0      | 1      | 0      | 1      | -1 |
| Totale       |       | 20      | 10      | 8       | 2       | 26      | 11      | 19           | 1            | 8            | 10           | 9            | 23           | 39     | 11     | 16     | 12     | 35     | 34     | +1 |

### Statistiche dei giocatori
| Giocatore    | Serie B  | Serie B | Coppa Italia | Coppa Italia | Totale   | Totale |
| Giocatore    | Presenze | Reti    | Presenze     | Reti         | Presenze | Reti   |
| ------------ | -------- | ------- | ------------ | ------------ | -------- | ------ |
| I. Alaimo    | 25       | 1       | 1            | 0            | 26       | 1      |
| A. Baldini   | 21       | 0       | -            | -            | 21       | 0      |
| F. Barbetta  | 15       | 0       | 1            | 0            | 16       | 0      |
| G. Bello     | 25       | 0       | -            | -            | 25       | 0      |
| B. Busi      | 8        | 0       | -            | -            | 8        | 0      |
| P. Camozzi   | 36       | 3       | 1            | 0            | 37       | 3      |
| A. Campagna  | 1        | 0       | 1            | 0            | 2        | 0      |
| G. Clerici   | 24       | 2       | -            | -            | 24       | 2      |
| L. Ferrari   | 32       | -27     | 1            | -1           | 33       | -28    |
| F. Ferrario  | 30       | 7       | -            | -            | 30       | 7      |
| V. Florio    | 34       | 5       | 1            | 0            | 35       | 5      |
| M. Mannino   | 1        | 0       | -            | -            | 1        | 0      |
| C. Mupo      | 19       | 1       | 1            | 0            | 20       | 1      |
| O. Neri      | 26       | 0       | 1            | 0            | 27       | 0      |
| P. Persico   | 7        | -6      | -            | -            | 7        | -6     |
| R. Reboni    | 1        | 0       | -            | -            | 1        | 0      |
| R. Rigotto   | 36       | 10      | 1            | 0            | 37       | 10     |
| G. Santonico | 23       | 4       | 1            | 0            | 24       | 4      |
| R. Sbano     | 23       | 1       | 1            | 0            | 24       | 1      |
| G. Tomasini  | 32       | 0       | 1            | 0            | 33       | 0      |